# Paul Hazard

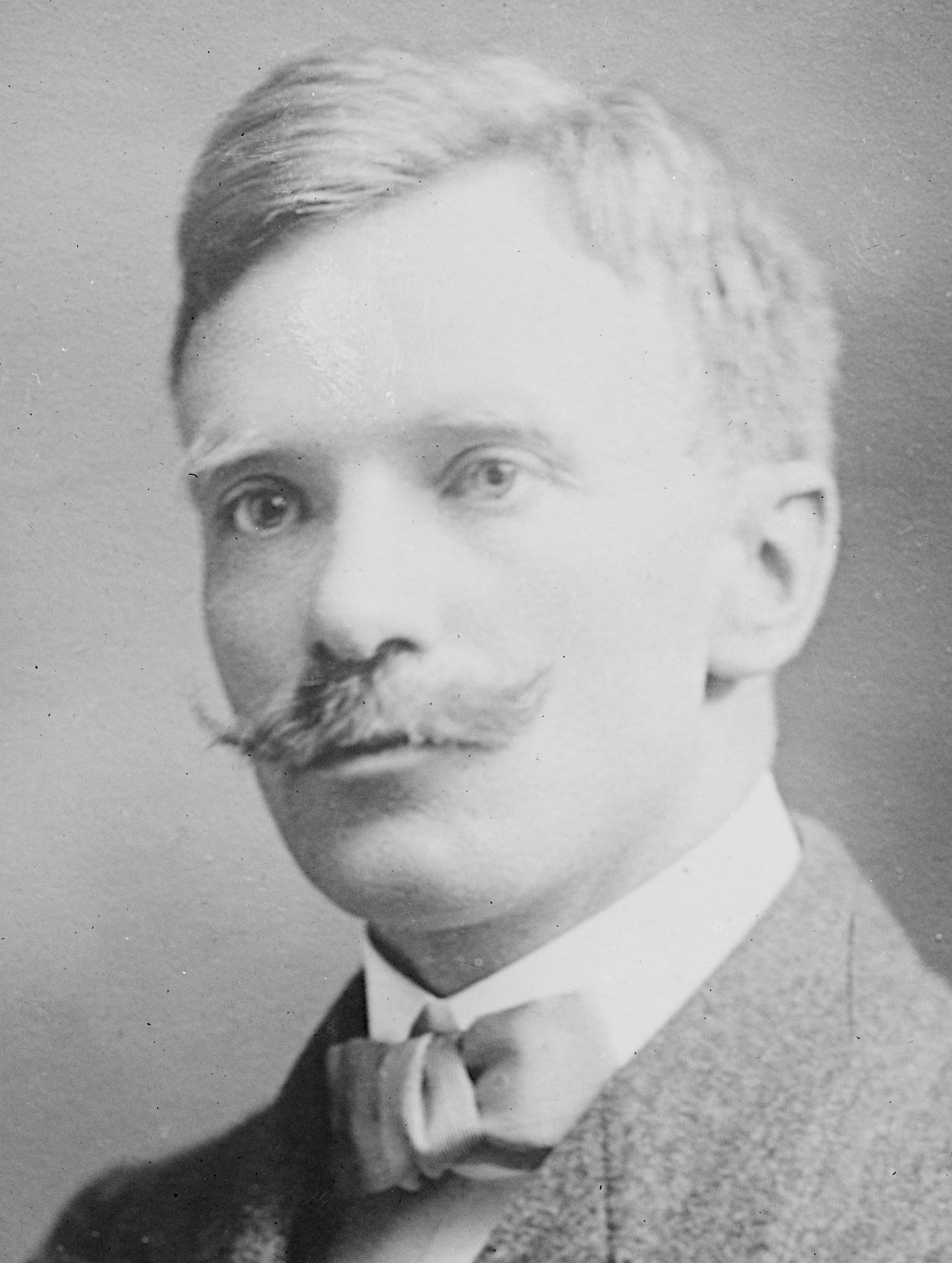
Paul Hazard

Paul Gustave Marie Camille Hazard (Noordpene, 30 april 1878 - Parijs, 13 april 1944) was een Frans literatuurhistoricus filosoof en essayist. 

## Levensloop

### Afkomst en opleiding
Hij werd geboren in Frans-Vlaanderen en was de zoon van onderwijzer Gustave Emile Hazard en van Marie Euxodie Looten, een oudere zus van priester Camille Looten die een belangrijke rol speelde in de promotie van de Nederlandstalige Vlaamse cultuur in Frankrijk. 
Hazard ging naar de lagere school in zijn geboortedorp Noordpene en in Arneke en ging daarna naar het lyceum van Armentières dat tegenwoordig zijn naam draagt. Aan de École normale supérieure in Parijs behaalde hij in 1903 een aggregaat in de klassieke letteren. Hij studeerde verder aan de Sorbonne en behaalde er in 1910 het doctoraat met het proefschrift La Révolution française et les lettres italiennes.

### Academische carrière
Dat jaar werd hij hoogleraar in de vergelijkende literatuurgeschiedenis aan de Katholieke Universiteit van Lyon. In  1913 werd hij professor aan de Sorbonne en vanaf 1925 bezette hij de leerstoel vergelijkende literatuurgeschiedenis tussen Zuid-Europa en Latijns-Amerika aan het Collège de France. Van 1932 tot 1940 verzorgde hij gastcolleges aan verscheidene Amerikaanse scholen en universiteiten waaronder de Columbia University in New York.
In 1940 werd Hazard verkozen tot lid van de Académie française. Zijn plechtige inhuldiging in de academie werd uitgesteld door het uitbreken van de Tweede Wereldoorlog. Omdat hij nog voor de bevrijding op 65-jarige leeftijd stierf, was hij een van de weinige leden van de academie die nooit werd ingehuldigd.

## Hazard als literatuurhistoricus en essayist en filosoof
In 1921 stichtte Hazard samen met Fernand Baldensperger het tijdschrift Revue de littérature comparée. Hij verzorgde samen met Joseph Bédier de redactie van L'histoire illustrée de la littérature française dat in twee delen in de jaren 1923 en 1924 verscheen.
Hazard reisde veel door Zuid-Europa en bracht veel tijd door in Rome. Hij onderzocht niet alleen de literatuurgeschiedenis maar ook de geschiedenis van het Europese denken. Dit mondde uit in zijn hoofdwerk, het tweedelige La crise de la conscience européenne : 1680-1715 dat in 1935 verscheen. Dit werk behandelde het conflict tussen het 17e-eeuwse classicisme, met als idealen de orde en de perfectie, en de Verlichting. Postuum verscheen in 1946 nog het driedelige La pensée européenne au XVIIIe siècle, de Montesquieu à Lessing.
In 1918 schreef hij zijn enige roman: Maman.